# Helena Oma Giralt
Helena Oma Giralt   (Terrassa, 23 d'octubre de 1996) és una jugadora de bàsquet catalana.
Formada al Joventut Esportiva Terrassa, posteriorment va jugar amb el Basket Almeda on va competir durant tres temporades. L'estiu de 2016 va fitxar per l'Uni Girona, debutant a la Lliga Femenina. La segona meitat de la temporada 2017-18 va ser cedida al Cadí La Seu. Tot i les lesions, amb el club gironí va guanyar una Lliga espanyola (2019) i una Supercopa d'Espanya (2020). El gener del 2021 va desvincular-se de l'Uni Girona í i va fitxar per l'Ensino Lugo gallec. La temporada 2022-23 jugà al Casademont Zaragoza, amb el qual ha guanyat la Copa de la Reina de 2023, essent escollida MVP de la final. Internacional amb selecció espanyola de basquetbol en categories inferiors, es proclamà campiona d'Europa sub-20 (2016) i amb la selecció catalana ha sigut internacional en dues ocasions.
Ha competit en la modalitat de basquet 3x3, participant als Jocs Europeus de 2019 celebrats a Minsk, on va arribar als quarts de final, i aconseguint una medalla de bronce als Jocs Europeus de 2023. També ha guanyat diverses proves del circuit estatal de 3x3.